# Gorebridge
Gorebridge är en ort i Storbritannien.   Den ligger i kommunen Midlothian och riksdelen Skottland, i den centrala delen av landet, 500 km norr om huvudstaden London. Gorebridge ligger 187 meter över havet och antalet invånare är 5 874.
Terrängen runt Gorebridge är huvudsakligen platt, men söderut är den kuperad. Terrängen runt Gorebridge sluttar norrut. Runt Gorebridge är det glesbefolkat, med 8 invånare per kvadratkilometer. Närmaste större samhälle är Edinburgh, 15,1 km nordväst om Gorebridge. Trakten runt Gorebridge består i huvudsak av gräsmarker.